# Hiệp định về Bảo tồn Thủy điểu di trú Á Âu-Phi
Hiệp định về Bảo tồn Thủy điểu di trú Á Âu-Phi (tiếng Anh: Agreement on the Conservation of African-Eurasian Migratory Waterbirds hay African-Eurasian Waterbird Agreement; viết tắt là AEWA) là một hiệp định quốc tế độc lập được đỡ đầu bởi Công ước về Loài di trú của UNEP.

## Các bên tham gia
Hiện đã có 71 bên tham gia ký kết Hiệp định này. Danh sách như sau:
| Vùng         | Tên bên tham gia                        | Ngày hiệu lực                                        |
| ------------ | --------------------------------------- | ---------------------------------------------------- |
| Châu Phi     | Benin                                   | ngày 1 tháng 1 năm 2000                              |
| Châu Phi     | Mali                                    | ngày 1 tháng 1 năm 2000                              |
| Châu Phi     | Uganda                                  | ngày 1 tháng 12 năm 2000                             |
| Châu Phi     | Mauritius                               | ngày 1 tháng 1 năm 2001                              |
| Châu Phi     | Kenya                                   | ngày 1 tháng 6 năm 2001                              |
| Châu Phi     | Côte d'Ivoire                           | ngày 1 tháng 6 năm 2013                              |
| Châu Phi     | Gabon                                   | ngày 1 tháng 12 năm 2012                             |
| Châu Phi     | Maroc                                   | ngày 1 tháng 12 năm 2012                             |
| Châu Phi     | Swaziland                               | ngày 1 tháng 1 năm 2013                              |
| Châu Phi     | Zimbabwe                                | ngày 1 tháng 6 năm 2012                              |
| Châu Phi     | Nam Phi                                 | ngày 1 tháng 4 năm 2002                              |
| Châu Phi     | Guinea Xích Đạo                         | ngày 1 tháng 1 năm 2003                              |
| Châu Phi     | Djibouti                                | ngày 1 tháng 3 năm 2004                              |
| Châu Phi     | Nigeria                                 | ngày 1 tháng 7 năm 2004                              |
| Châu Phi     | Libya                                   | ngày 1 tháng 6 năm 2005                              |
| Châu Phi     | Tunisia                                 | ngày 1 tháng 7 năm 2005                              |
| Châu Phi     | Ghana                                   | ngày 1 tháng 10 năm 2005                             |
| Châu Phi     | Algérie                                 | ngày 1 tháng 10 năm 2006                             |
| Châu Phi     | Guiné-Bissau                            | ngày 1 tháng 11 năm 2006                             |
| Châu Phi     | Madagascar                              | ngày 1 tháng 1 năm 2007                              |
| Châu Phi     | Ethiopia                                | ngày 1 tháng 2 năm 2010                              |
| Châu Phi     | Tchad                                   | ngày 1 tháng 11 năm 2011                             |
| Châu Phi     | Cộng hoà Congo                          | ngày 1 tháng 11 năm 1999                             |
| Châu Phi     | Ai Cập                                  | ngày 1 tháng 11 năm 1999                             |
| Châu Phi     | Gambia                                  | ngày 1 tháng 11 năm 1999                             |
| Châu Phi     | Guinée                                  | ngày 1 tháng 11 năm 1999                             |
| Châu Phi     | Niger                                   | ngày 1 tháng 11 năm 1999                             |
| Châu Phi     | Sénégal                                 | ngày 1 tháng 11 năm 1999                             |
| Châu Phi     | Sudan                                   | ngày 1 tháng 11 năm 1999                             |
| Châu Phi     | Togo                                    | ngày 1 tháng 11 năm 1999                             |
| Châu Phi     | Tanzania                                | ngày 1 tháng 11 năm 1999                             |
| Lục địa Á Âu | Albania                                 | ngày 1 tháng 9 năm 2001                              |
| Lục địa Á Âu | Bỉ                                      | ngày 1 tháng 6 năm 2006                              |
| Lục địa Á Âu | Bồ Đào Nha                              | ngày 1 tháng 3 năm 2004                              |
| Lục địa Á Âu | Bulgaria                                | ngày 1 tháng 2 năm 2000                              |
| Lục địa Á Âu | Croatia                                 | ngày 1 tháng 9 năm 2000                              |
| Lục địa Á Âu | Đan Mạch                                | ngày 1 tháng 1 năm 2000                              |
| Lục địa Á Âu | Đức                                     | ngày 1 tháng 11 năm 1999                             |
| Lục địa Á Âu | Estonia                                 | ngày 1 tháng 11 năm 2008                             |
| Lục địa Á Âu | Gruzia                                  | ngày 1 tháng 8 năm 2001                              |
| Lục địa Á Âu | Hà Lan                                  | ngày 1 tháng 11 năm 1999                             |
| Lục địa Á Âu | Hi Lạp                                  | ngày 14 tháng 5 năm 1998 (ngày kí; chưa có hiệu lực) |
| Lục địa Á Âu | Hungary                                 | ngày 1 tháng 3 năm 2003                              |
| Lục địa Á Âu | Cộng hoà Ireland                        | ngày 1 tháng 8 năm 2003                              |
| Lục địa Á Âu | Israel                                  | ngày 1 tháng 11 năm 2002                             |
| Lục địa Á Âu | Jordan                                  | ngày 1 tháng 11 năm 1999                             |
| Lục địa Á Âu | Latvia                                  | ngày 1 tháng 1 năm 2006                              |
| Lục địa Á Âu | Liban                                   | ngày 1 tháng 12 năm 2002                             |
| Lục địa Á Âu | Liên minh châu Âu                       | ngày 1 tháng 10 năm 2005                             |
| Lục địa Á Âu | Litva                                   | ngày 1 tháng 11 năm 2004                             |
| Lục địa Á Âu | Luxembourg                              | ngày 1 tháng 12 năm 2003                             |
| Lục địa Á Âu | Macedonia                               | ngày 1 tháng 2 năm 2000                              |
| Lục địa Á Âu | Moldova                                 | ngày 1 tháng 4 năm 2001                              |
| Lục địa Á Âu | Monaco                                  | ngày 1 tháng 11 năm 1999                             |
| Lục địa Á Âu | Montenegro                              | ngày 1 tháng 11 năm 2011                             |
| Lục địa Á Âu | Na Uy                                   | ngày 1 tháng 9 năm 2008                              |
| Lục địa Á Âu | Pháp                                    | ngày 1 tháng 12 năm 2003                             |
| Lục địa Á Âu | Phần Lan                                | ngày 1 tháng 1 năm 2000                              |
| Lục địa Á Âu | România                                 | ngày 1 tháng 10 năm 2000                             |
| Lục địa Á Âu | Cộng hoà Séc                            | ngày 1 tháng 9 năm 2006                              |
| Lục địa Á Âu | Cộng hoà Síp                            | ngày 1 tháng 9 năm 2008                              |
| Lục địa Á Âu | Slovakia                                | ngày 1 tháng 7 năm 2001                              |
| Lục địa Á Âu | Slovenia                                | ngày 1 tháng 10 năm 2003                             |
| Lục địa Á Âu | Syria                                   | ngày 1 tháng 8 năm 2003                              |
| Lục địa Á Âu | Tây Ban Nha                             | ngày 1 tháng 11 năm 1999                             |
| Lục địa Á Âu | Thuỵ Điển                               | ngày 1 tháng 11 năm 1999                             |
| Lục địa Á Âu | Thuỵ Sĩ                                 | ngày 1 tháng 11 năm 1999                             |
| Lục địa Á Âu | Ukraina                                 | ngày 1 tháng 1 năm 2003                              |
| Lục địa Á Âu | Uzbekistan                              | ngày 1 tháng 4 năm 2004                              |
| Lục địa Á Âu | Vương quốc Liên hiệp Anh và Bắc Ireland | ngày 1 tháng 11 năm 1999                             |
| Lục địa Á Âu | Ý                                       | ngày 1 tháng 9 năm 2006                              |

## Các cuộc họp
Cứ vài năm thì các bên tham gia Hiệp định lại họp một lần. Tính đến nay đã có năm cuộc họp:
- Các ngày 7-9 tháng 11 năm 1999 tại Cape Town, Nam Phi
- Các ngày 25-27 tháng 9 năm 2002 tại Bonn, Đức;
- Các ngày 23-27 tháng 10 năm 2005 tại Dakar, Sénégal;
- Các ngày 15-19 tháng 9 năm 2008 tại Antananarivo, Madagascar;
- Các ngày 14-18 tháng 5 năm 2012 tại La Rochelle, Pháp.

## Hiệp định

### Cấm dùng đạn chì
Việc sử dụng đạn nhỏ làm bằng chì bị cấm do đây là nguyên nhân gây nhiễm độc chì ở động vật.